# Enterre mon cœur à Wounded Knee (téléfilm)
Pour plus de détails, voir Fiche technique et Distribution.
Enterre mon cœur à Wounded Knee (Titre original : Bury My Heart at Wounded Knee) est un téléfilm historique sur le massacre des Indiens Lakota à Wounded Knee (dans le Dakota du Sud), en 1890, réalisé par Yves Simoneau et diffusé le 27 mai 2007. Il est tiré du roman éponyme de Dee Brown paru en 1970 aux États-Unis et publié en 1973 en français.

## Distribution
- Aidan Quinn (VF : Michel Papineschi) : Henry Dawes
- Adam Beach (VF : Bruno Choël) : Charles Eastman
- August Schellenberg : Sitting Bull
- J. K. Simmons : McLaughlin
- Eric Schweig (VF : Guillaume Orsat) : Gall
- Wes Studi : Jack Wilson
- Gordon Tootoosis : Nuage Rouge
- Colm Feore (VF : Nicolas Marié) : le général Sherman
- Anna Paquin (VF : Caroline Victoria) : Elaine Goodale

Source VF : RS Doublage

## Récompenses

### Lauréats
- Primetime Emmy Award du meilleur téléfilm
- Primetime Emmy Award de la meilleure photographie pour une mini-série ou un téléfilm

### Nominations
- Meilleur acteur dans une mini-série ou un téléfilm : Adam Beach
- Primetime Emmy Award du meilleur acteur dans un second rôle dans une mini-série ou un téléfilm : Aidan Quinn
- Meilleure actrice dans un second rôle pour une série, une mini-série ou un téléfilm : Anna Paquin